# Szálkás réce
A szálkás réce vagy más néven ausztrál kékcsőrű réce (Oxyura australis) a madarak osztályának a lúdalakúak (Anseriformes) rendjébe, ezen belül a récefélék (Anatidae) családjába tartozó faj. Alcsaládi besorolása a nemnek vitatott, sorolják a réceformák (Anatinae) alcsaládjába is.

## Rendszerezése
A fajt John Gould angol ornitológus írta le 1836-ban.

## Előfordulása
Ausztrália délkeleti és délnyugati részén, valamint Tasmania területén honos. Queensland déli részétől délre Új-Dél-Wales-en át egészen Victoria államig sokfelé él az ausztrál kontinensen. Egy további állománya él Dél-Ausztrália és Nyugat-Ausztrália csapadékosabb vidékén.
Leggyakoribb a Murray és a Darling folyók vízgyűjtő területein.
Sokáig vitatott volt, hogy a faj vonuló madár e, vagy sem. Mára kiderült, hogy  a felnőtt madarak erősen territoriálisak, területüket egész évben nem hagyják el, csak nagyon extrém szárazság idején vonulnak el a területről. A fiatal madarak azonban teljes kifejlődésükkor kénytelenek elhagyni szüleik revírjét, így aztán útra kelnek és néha nagyon nagy távolságra is eljutnak, ahol párba állva új revírt foglalnak el. Az ilyen utak során keverednek a fiatal madarak és így előzik meg a rokon egyedekkel való beltenyésztést.
Természetes élőhelyei a mérsékelt éghajlatú szárazföldi területek, édesvizű és szikes mocsarak, tavak, folyók és patakok környékén, melyek természetesek vagy mesterségesek is lehetnek. Állandó, nem vonuló faj.

## Megjelenése
Testhossza 30 centiméter, szárnyfesztávolsága 60 centiméter, testtömege 850-1300 gramm. A hímek feje és nyaka fekete, testük többi része egészen sötét vörösesbarna színű. Mint az az Oxyura nemnél általános bélyeg, a hím szálkás réce csőre is élénk kék színű a szaporodási időszakban.
Egyes hímek csőre egész évben ilyen színű, de a többség csőre a nyugalmi időszakban a tojókéhoz hasonló színű, szürke.
A tojók tollazata egyszínű szürkésbarna, nyugalmi ruhás hímek is ilyen tollazatot öltenek fel.
Úszás közben a faj egyedei mélyen merülnek a vízbe. Farkuk többnyire a víz felszínén nyugszik ilyenkor. Ha azonban izgatottak, farkukat mereven felmeresztik és szétnyitják.
|  |  |

## Életmódja
A szálkás réce, mint minden halcsontfarkú réce, a vízi életmódhoz erősen kötődő faj. Szárazföldön nagyon ritkán látni. Lábai annyira hátul helyezkednek el a testén, hogy a szárazföldön nagyon esetlenül tud csak mozogni.
A szaporodási időszakban nagyon rejtett életmódú faj, nagyon ritkán lehet látni. Veszély esetén ritkán repül fel a vízről, inkább lebukik.
Apróbb vízi élőlényekkel, valamint vízinövényekkel és azok magvaival táplálkozik. Élelmét a vizek mélyén keresi. Nagyon jó bukó, szükség esetén akár 10 percig is a víz alatt tud maradni.

## Szaporodása
A hím bonyolult nászjátékot ad elő a tojó elkápráztatására. Zajosan fürdik, fejét a vízbe dugja. A hím kergeti a tojót a vízben, majd a párzás is a vízben történik meg.
Mint a legtöbb réce, a szálkás réce is monogám. Fészkét dúsan benőtt mocsaras részek, tavak, folyók partvidékén jól elrejtetten építi a tojó. A tojásrakástól a hím többnyire nem vesz részt többet sem a költésben, sem a fiókák felnevelésében. A tojó 5-6 zöldes árnyalatú tojást rak, melyeken 24-26 napig kotlik.

## Természetvédelmi helyzete
Az elterjedési területe rendkívül nagy, egyedszáma  12000 példány körüli és csökkenhet. A Természetvédelmi Világszövetség Vörös listáján mérsékelten fenyegetett fajként szerepel.

## Fordítás
- Ez a szócikk részben vagy egészben  az   Australische Ruderente című német Wikipédia-szócikk ezen változatának fordításán alapul.  Az eredeti cikk szerkesztőit annak laptörténete sorolja fel. Ez a jelzés csupán a megfogalmazás eredetét és a szerzői jogokat jelzi, nem szolgál a cikkben szereplő információk forrásmegjelöléseként.